# Округ Мерик (Небраска)
Мерик (енгл. Merrick County) је округ у америчкој савезној држави Небраска.

## Демографија
По попису из 2010. године број становника је 7.845, што је 359 (-4,4%) становника мање него 2000. године.
| Група             | 2000.         | 2010.         |
| Белци             | 7.973 (97,2%) | 7.405 (94,4%) |
| Афроамериканци    | 18 (0,2%)     | 15 (0,2%)     |
| Азијати           | 17 (0,2%)     | 60 (0,8%)     |
| Хиспаноамериканци | 168 (2,0%)    | 271 (3,5%)    |
| Укупно            | 8.204         | 7.845         |